# بيتر فرنسيس (عالم براكين)
بيتر فرنسيس (بالإنجليزية: Peter Francis)‏ هو عالم براكين بريطاني، ولد في 1944 في Mufulira ‏ في زامبيا، وتوفي في 1999 في باريس في فرنسا.